# IC 636
IC 636 — галактика типу SBbc (компактна витягнута галактика) у сузір'ї Секстант.
Цей об'єкт міститься в оригінальній редакції індексного каталогу.